# Запорожець (Запорізький район)
Запоро́жець —  село в Україні, у Запорізькому районі Запорізької області. Входить до складу Новоолександрівської сільської громади. Населення становить 182 осіб. До 2018 року орган місцевого самоврядування - Григорівська сільська рада.

## Географія
Село Запорожець знаходиться на лівому березі річки Кінська, вище за течією на відстані 4,5 км розташоване селище Комишуваха, нижче за течією на відстані 4,5 км розташоване село Веселянка, на протилежному березі - село Юльївка.